# Parapoynx
Parapoynx is een geslacht van vlinders van de familie van de grasmotten (Crambidae), uit de onderfamilie van de Acentropinae. De wetenschappelijke naam en de beschrijving van dit geslacht werden voor het eerst in 1825 gepubliceerd door Jacob Hübner.

## Soorten
- Parapoynx affinialis Guenée, 1854
- Parapoynx allionealis (Walker, 1859)
- Parapoynx andreusialis (Hampson, 1912)
- Parapoynx azialis (Druce, 1896)
- Parapoynx badiusalis (Walker, 1859)
- Parapoynx bilinealis (Snellen, 1876)
- Parapoynx bipunctalis (Hampson, 1906)
- Parapoynx candida You & Li, 2005
- Parapoynx crisonalis (Walker, 1859)
- Parapoynx curviferalis (Walker, 1866)
- Parapoynx dentizonalis (Hampson, 1897)
- Parapoynx diminutalis Snellen, 1880
- Parapoynx discoloralis (Walker, 1866)
- Parapoynx distinctalis Snellen, 1875
- Parapoynx effrenatalis Berg, 1876
- Parapoynx endoralis (Walker, 1859)
- Parapoynx epimochla (Turner, 1908)
- Parapoynx euryscia (Meyrick, 1885)
- Parapoynx flavimarginalis Warren, 1889
- Parapoynx fluctuosalis (Zeller, 1852)
- Parapoynx fregonalis Snellen, 1880
- Parapoynx fulguralis (Caradja, 1934)
- Parapoynx fusalis (Hampson, 1896)
- Parapoynx fuscicostalis (Hampson, 1896)
- Parapoynx gualbertalis (Schaus, 1924)
- Parapoynx guenealis Snellen, 1875
- Parapoynx indomitalis Berg, 1876
- Parapoynx ingridae Guillermet, 2004
- Parapoynx insectalis (Pryer, 1877)
- Parapoynx leucographa Speidel, 2003
- Parapoynx leucostola (Hampson, 1896)
- Parapoynx likiangalis (Caradja, 1937)
- Parapoynx longialata Yoshiyasu, 1983
- Parapoynx maculalis (Clemens, 1860)
- Parapoynx medusalis (Walker, 1859)
- Parapoynx minoralis Mabille, 1881
- Parapoynx nivalis (Denis & Schiffermüller, 1775)
- Parapoynx obscuralis (Grote, 1881)
- Parapoynx ophiaula (Meyrick, 1936)
- Parapoynx panpenealis (Dyar, 1924)
- Parapoynx plumbefusalis (Hampson, 1917)
- Parapoynx polydectalis (Walker, 1859)
- Parapoynx pycnarmonides Speidel, 2003
- Parapoynx qujingalis Chen, Song & Wu, 2006
- Parapoynx rectilinealis Yoshiyasu, 1985
- Parapoynx restingalis Da Silva & Nessimian, 1990
- Parapoynx seminealis (Walker, 1859)
- Parapoynx sinuosa (Lucas, 1892)
- Parapoynx stagnalis (Zeller, 1852)
- Parapoynx stratiotata (Linnaeus, 1758) (krabbenscheermot)
- Parapoynx tullialis (Walker, 1859)
- Parapoynx ussuriensis (Rebel, 1910)
- Parapoynx villidalis (Walker, 1859)
- Parapoynx vittalis (Bremer, 1864)
- Parapoynx zambiensis Agassiz, 2012